# Нападение в нощен клуб в Истанбул
Нападението в нощен клуб в Истанбул става в първите часове на 1 януари 2017 г., когато въоръжен мъж открива стрелба в нощен клуб „Рейна“ около 01:15 ч. след полунощ.
Това нападение се случва, въпреки повишените мерки за сигурност в града, където дежурят 17 000 полицаи, след няколкото терористични атаки през последните месеци, извършени от „ИДИЛ“ и кюрдските бунтовници.

## Нападение
Въоръжен мъж открива стрелба в нощен клуб „Рейна“ в квартал Ортакьой около 01:15 часа сутринта. Той е с автомат АК-47 и влиза в клуба, след като убива полицай на входа. Съобщава се, че нападателят говори арабски език и все още е на свобода. Властите по-рано заявяват, че въоръжен мъж нахлува в нощен клуб, като по-късно е убит от полицията, докато някои свидетелски показания в турските медии предполагат, повече от един нападател. Турското правителство нарежда временно медийно затъмнение, позовавайки се на опасения за сигурността и обществения ред.
По време на атаката, около 700 души са в клуба, за да празнуват Нова година. Най-малко 39 са убити (включително 15 чужденци) и най-малко 69 души са ранени. Полицията прави кордон около нощния клуб. Неизвестен брой хора, скачат в Босфора, за да избегнат атаката.
Валията на Истанбул Васип Шахин заявява, че нападението е терористичен акт.

## Разследване
На 3 януари се твърди, че нападателят е 28-годишен мъж от Киргизстан. Разпространено е негово селфи видео от площад Таксим. Заподозреният Лахре Машрапов отрича да е стрелецът в клуб „Рейна“. Други 16 души са сред заподозрените за връзка с нападението. На 13 януари са арестувани двама китайски уйгури за връзки с терориста. На 16 януари е заловен атентаторът Абдулкадир Машарипов, който е гражданин на Узбекистан.

## Жертви
Българска гражданка е сред ранените.
| Националност     | Убити | Ранени     | Източник             |
| ---------------- | ----- | ---------- | -------------------- |
| Турция           | 12    | неизвестно | [ 29 ]               |
| Саудитска Арабия | 7     | 9          | [ 30 ] [ 31 ]        |
| Ирак             | 3     |            | [ 30 ]               |
| Ливан            | 3     | 7          | [ 32 ]               |
| Йордания         | 2     | 4          | [ 33 ]               |
| Мароко           | 2     | 4          | [ 34 ] [ 33 ]        |
| Индия            | 2     |            | [ 35 ] [ 33 ]        |
| Кувейт           | 1     | 5          | [ 36 ] [ 33 ]        |
| Израел           | 1     | 1          | [ 37 ] [ 38 ] [ 39 ] |
| Либия            | 0     | 3          | [ 40 ]               |
| Тунис            | 1     |            | [ 41 ]               |
| Тунис / Франция  | 1     |            | [ 42 ]               |
| Канада           | 1     |            | [ 43 ] [ 33 ]        |
| Сирия            | 1     |            | [ 43 ] [ 33 ]        |
| Русия            | 1     |            | [ 44 ] [ 33 ]        |
| Франция          |       | 3          | [ 45 ]               |
| Германия         |       | 3          |                      |
| България         |       | 1          | [ 46 ]               |
| Азербайджан      |       | 2          | [ 47 ]               |
| САЩ              |       | 1          | [ 48 ]               |
| Неизвестно       | 1     | 27         |                      |
| Общо             | 39    | 70         | [ 49 ]               |